# Halage

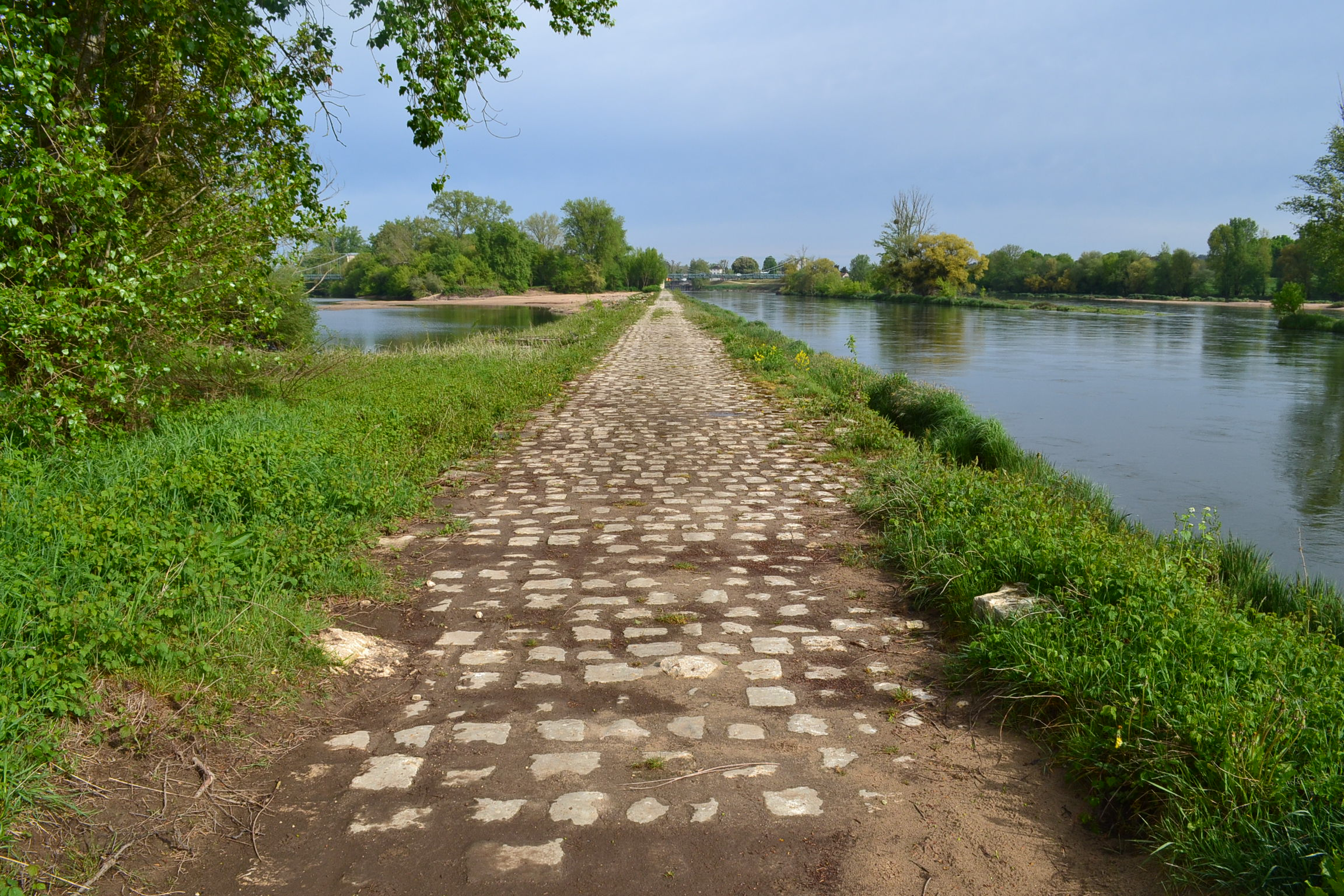
La « Levée de l'Escargot », chemin de halage au niveau du passage en Loire de Mantelot.

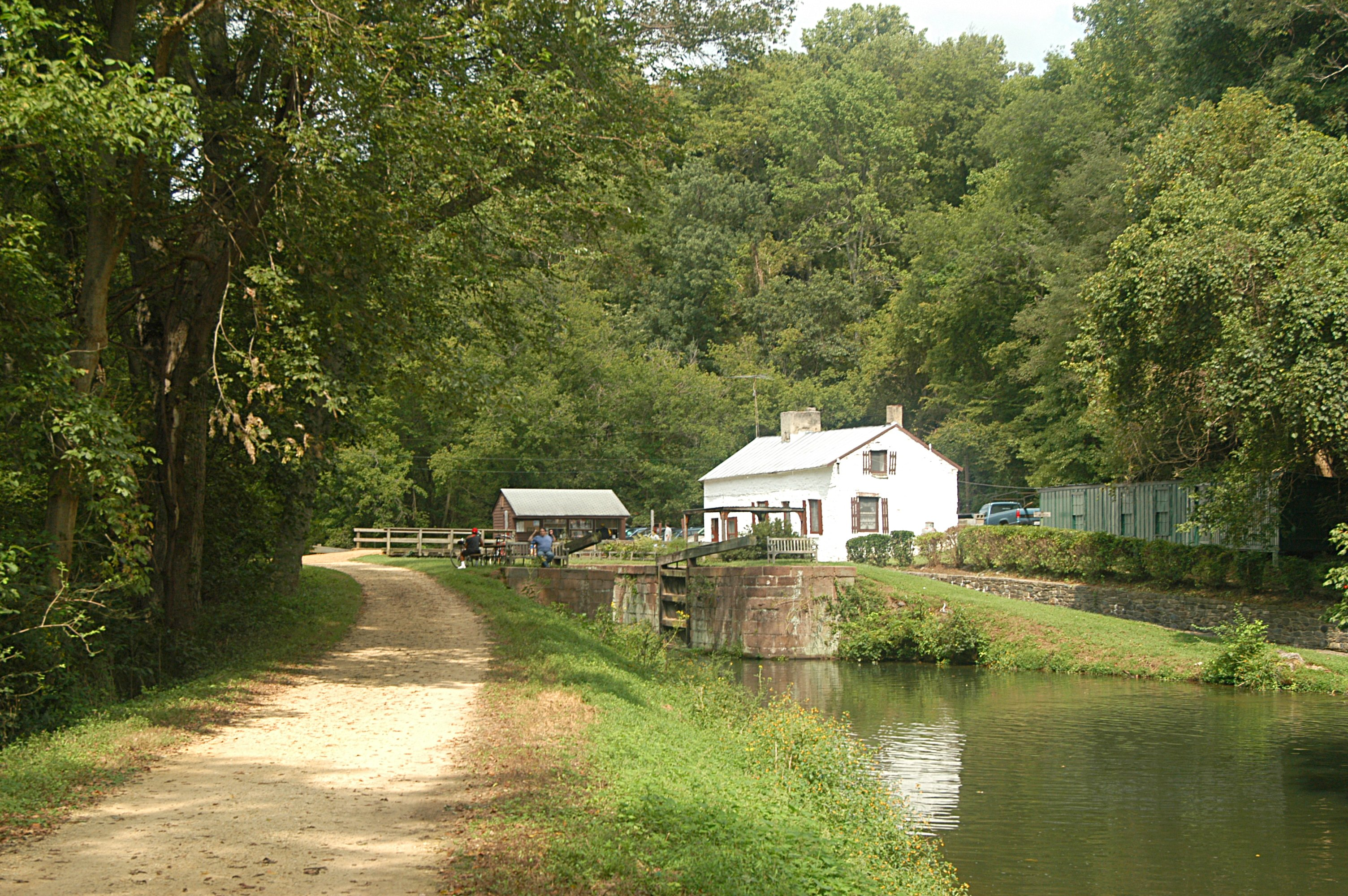
Exemple de chemin de halage ayant conservé une forte naturalité sur le canal du Chesapeake dans l'Ohio, aux États-Unis.

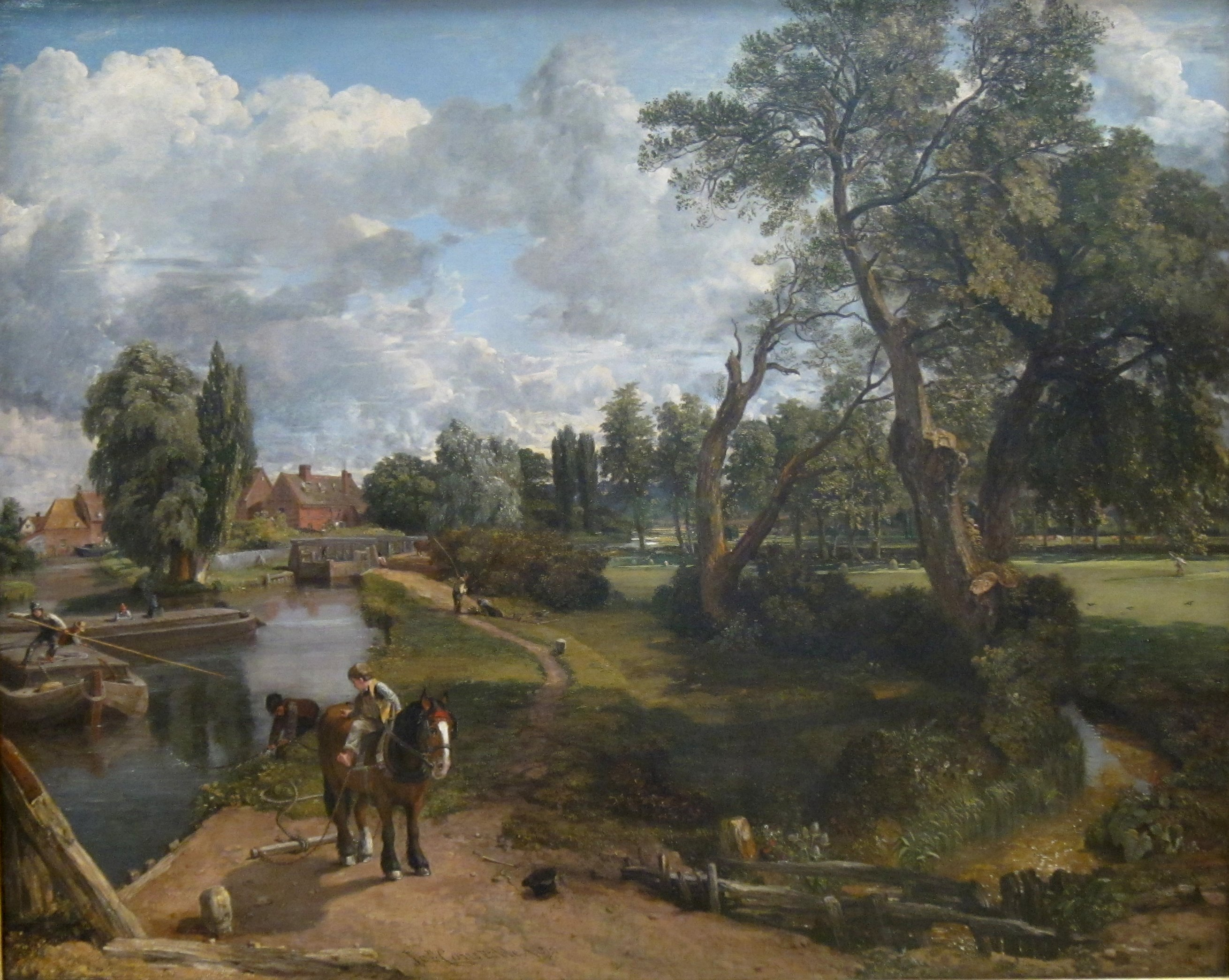
Certaines embûches sur le cours d'eau (méandres, îles qui font passer le chenal de navigation d'une rive à l'autre, bateau envasé ou engravé) imposent aux chevaux de halage de passer sur le chemin de contre-halage à l'aide d'un pont ou d'un bac (John Constable, Moulin de Flatford, 1816).

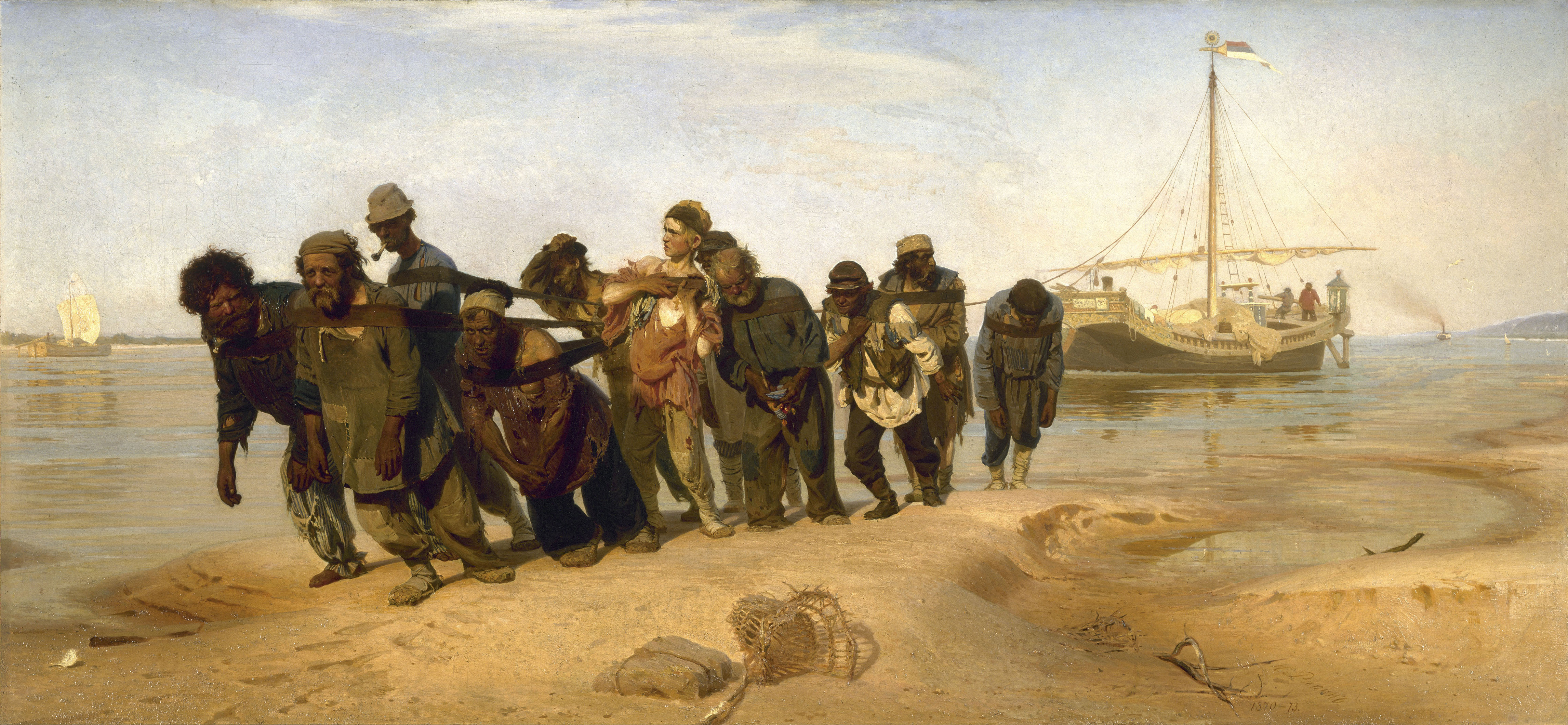
Halage à la bricole, Les Bateliers de la Volga, par Ilia Répine.

Le halage est un mode de traction terrestre des péniches, des coches d'eau et d'une manière générale des bateaux fluviaux, qui consiste à les faire avancer le long d'une rivière, d'un canal, au moyen d'une corde tirée jadis à force de bras ou par des chevaux, à présent par un engin automoteur.
Il nécessite un chemin dégagé et mis hors d'eau qui longe de près la berge des voies d'eau navigables appelé « chemin de halage » ; sur l'autre rive existe généralement un « chemin de contre-halage ». Sans se substituer aux fonctions écologiques d'une vraie berge, cet aménagement joue encore un certain rôle de corridor biologique.

## Histoire

### Développement
La traction des bateaux le long des fleuves et canaux était très répandue avant l’invention de moteurs adaptés aux bateaux, l’usage de voiles n’étant pas toujours possible en raison de la présence de tunnels, de ponts ou pour cause de vents défavorables.
On distingue trois modes de traction terrestre des bateaux fluviaux :

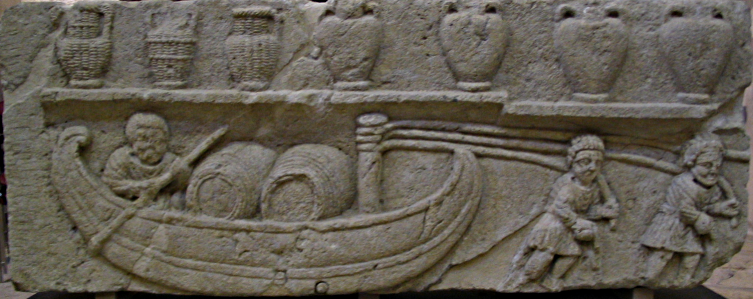
Halage (par des humains) d'un navire, du temps des Gaulois.

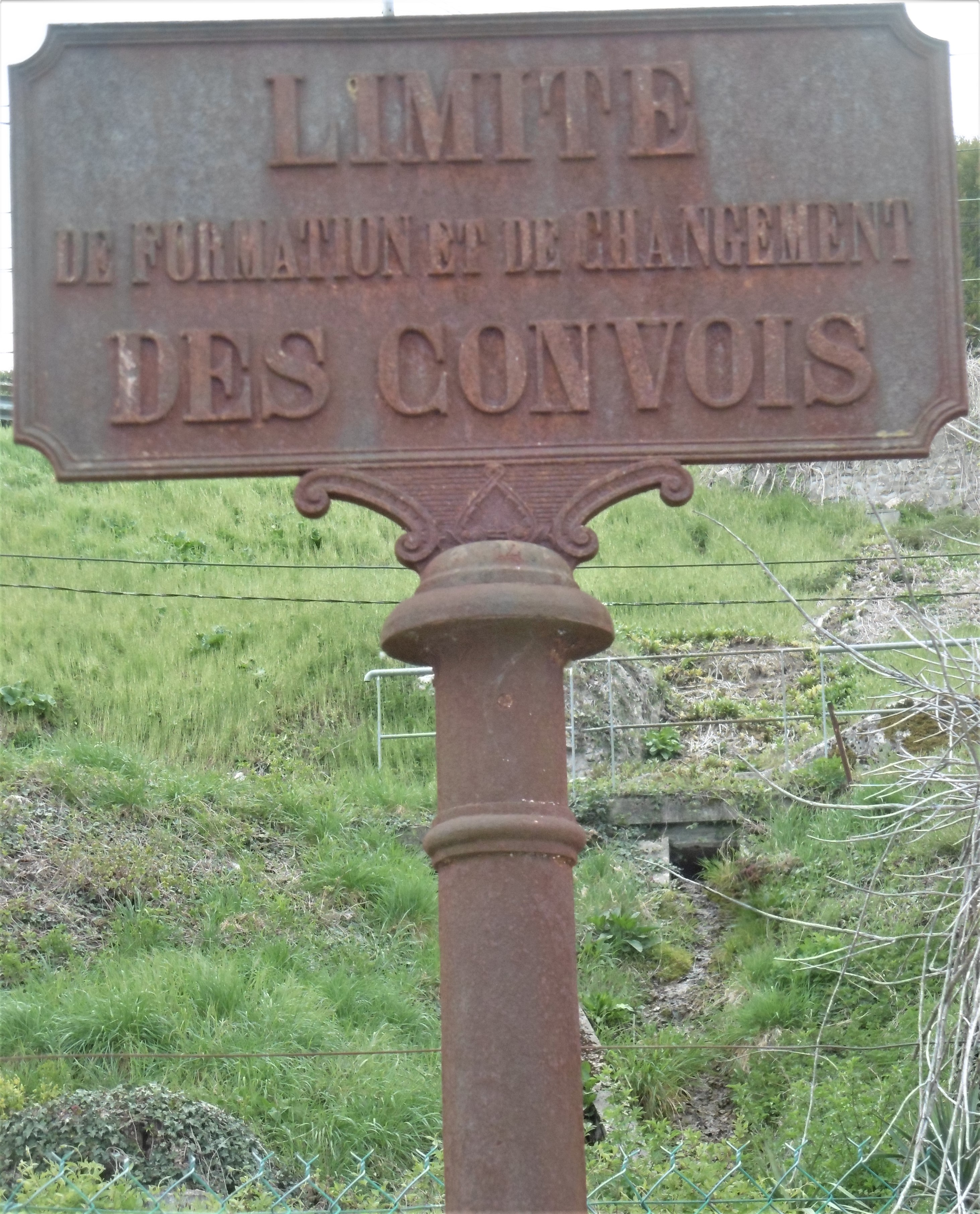
Point de retournement de halage sur la Seine à Saint-Fargeau

- le halage à la « bricole » : le marinier et sa famille s'attachaient à la corde de traction (fintrelle, verdon, maillette, ou ancierre[2]) par un harnais appelé « bricole » pour tirer le bateau. Ce type de halage humain a perduré jusqu'à la généralisation des moteurs thermiques sur les bateaux fluviaux ou son interdiction au cours du XIXe siècle. Il permettait à un homme seul de déplacer une péniche de 300 tonnes à la vitesse de 700 à 800 m/h, contre 2 km/h pour un attelage de deux chevaux, à condition que le vent, l’« ennemi numéro un des haleurs », soit favorable[3].
- la traction animale, par chevaux, ânes ou mulets voire bœufs (surtout pratiquée dans les régions le du Sud-Ouest et du Centre de la France). Les bêtes appartenaient au marinier, qui les logeait à bord, ou à des charretiers, appelés les « longs jours », qui disposaient de relais, le long des voies d'eau. En 1935, on comptait encore 1 500 bateaux écuries en France. Pour ces deux derniers types de halages (humain et animal) la corde de halage était portée par un mât placé à peu près au premier tiers du bateau[4] ; ce mât s'appelle l'arbouvier (de « arbre »).
- la traction mécanique, par des locotracteurs électriques sur rail ou sur pneus, ou par des tracteurs diesel (Latil).

Les chemins de halage étant étroits, les croisements étaient donc impossibles, y compris pour la traction par remorqueurs sur rail à voie unique, ce qui nécessitait des retournements aux points de rencontre.
D’autres modes de déplacement existent (remorquage, poussage, éclusée, touage, etc.), mais ne nécessitent pas de chemin de halage.

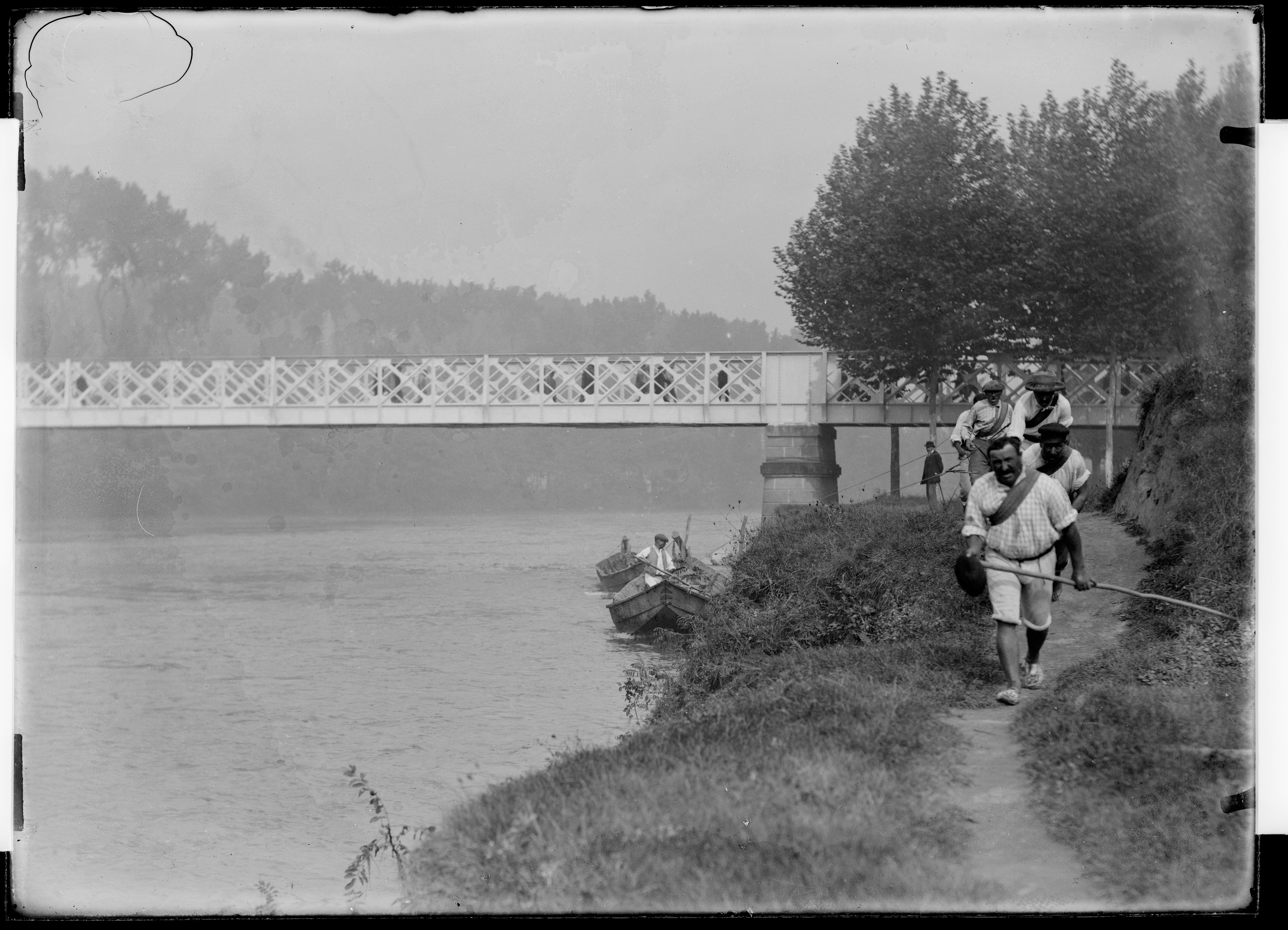
Haleurs de bateaux.

Sur le Rhône, le régime des vents défavorable nécessita le halage des bateaux remontant. Cette pratique datant du Moyen Âge, fut particulièrement utilisée au XVe siècle, alors que le trafic avait diminué et que la main-d’œuvre avait déserté les campagnes et était donc relativement abondante et bon marché. Cette activité mobilisait plusieurs milliers d’hommes, les enses, sur le Rhône et ses affluents, dont l’Isère et la Saône. Les rives du fleuve étant particulièrement mouvantes, il n’existait pas de chemin de halage pour le remonter. La profondeur variable du lit et le déplacement du chenal navigable obligeait aussi à de fréquents changements de rive. Les haleurs étaient recrutés dans les villages et sur les marchés des villes riveraines, Valence, Avignon et Pont-Saint-Esprit principalement. La remontée complète du Rhône jusqu’à Lyon prenait plus d’un mois, à un rythme quotidien de 6 à 11 km.

### Désuétude
Le développement de la propulsion motorisée supplanta les tractions humaines et animales et les chemins de halage ne furent plus d’aucune utilité pour la navigation fluviale. Au cours des dernières années néanmoins, un certain nombre de chemins de halage ont trouvé une nouvelle vocation, puisqu’ils ont été réaménagés pour le tourisme et le cyclotourisme, comme véloroute ou voie verte. Bien qu’ils n’en aient plus la fonction, les anciens chemins de halage sont toujours désignés comme tels.
L'un des plus célèbres d'entre eux est le chemin de halage de la Mayenne qui s'étend sur 85 km.
Sur les bords du Rhône, le halage fut exclusivement humain jusqu’au dernier quart du XVe siècle, avant d’être très rapidement remplacé par le halage à cheval, du moins d’Arles à Lyon. Il se maintient sur l’Isère jusqu’au milieu du XVIe siècle, le haut Rhône jusqu’à Seyssel. Il se maintient également sur des courtes distances. À la fin du XVe siècle, l’essor économique, et le repeuplement des campagnes rendent la main-d’œuvre plus rare et chère.

## Fonctionnement

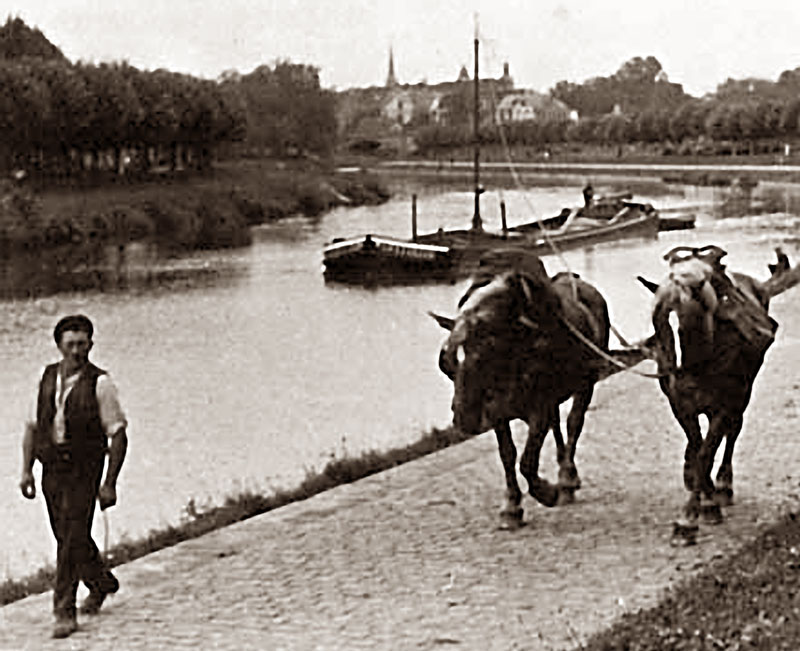
Halage par traction animale, sur un chemin pavé, ayant contribué à une forte artificialisation de la berge, ici sur le canal « Finow » (le plus ancien canal artificiel d'Allemagne, toujours en activité).

Seul le décollage du bateau est pénible. Les chevaux doivent alors donner un gros coup de collier mais très progressif. Après, ce n'est plus qu'une traction régulière tout au long du parcours, facilitée par le glissement du bateau sur l'eau. Un angle de traction mobile fixé à un mât permet un contre-balancement dirigé par le charretier et diminue la peine de la bête. Pour manœuvrer correctement, la remorque ne doit pas être frappée (fixée) à l'étrave du bateau comme on le ferait avec l'utilisation d'un remorqueur fluvial, ce qui rabattrait immanquablement le chaland vers la berge. Il faut que le point fixe à bord du chaland soit au point d'équilibre longitudinal de la carène (qui peut varier en fonction de la répartition du chargement) d'où la présence d'un mât de remorque (Cf document ci-contre) ou parfois d'un système de point de remorquage mobile (par exemple une poulie à croc mobile sur un câble longitudinal) pour régler plus finement le point de traction optimal.

## Régime juridique

### En France
Afin de garantir l'intégrité des chemins de halage, dans l'intérêt des mariniers, les propriétés riveraines du domaine public fluvial sont grevées d'une servitude de halage(espace de 7,80 mètres en bordure du cours d'eau).
La circulation des automobiles ou des cyclistes sur les chemins de halage est de ce fait en principe interdite et passible d'une contravention de grande voirie.
On attribue à Colbert, au XVIIe siècle, l'instauration de ce droit de servitude.
L'article 62 du décret du 6 février 1932 interdit toute circulation sur les chemins de halage autrement que pédestre, le passage des cyclistes qui avait été autorisé au début du XXe siècle à la suite des interventions du Touring Club de France auprès du ministre des Travaux publics, n’étant plus que généralement toléré depuis la parution de ce décret. Cette interdiction peut être levée par des conventions de gestion de VNF avec les collectivités riveraines destinées à prévenir tout conflit d’usage avec les services d’entretien de Voies navigables de France (VNF) et régler les problèmes de sécurité. Ces conventions de superposition de gestion sont établies lors de l’aménagement de voies vertes.

#### Histoire du halage en France
Dès 1485, Charles VIII réglemente l'aménagement et l'usage des chemins de halage. Il est alors fait obligation aux riverains de créer et maintenir un chemin de 26 pieds de lé (soit 8,50 m de large) pour le trait des chevaux. Au XVIIe siècle, Colbert, affinant un règlement édicté par François Ier, opte pour une largeur de 24 pieds et 10 pieds sur l'autre rive pour le contre-halage. La loi du 16 septembre 1807 se contente de convertir les pieds en mètres, portant à 9,75 m la largeur du chemin de halage.

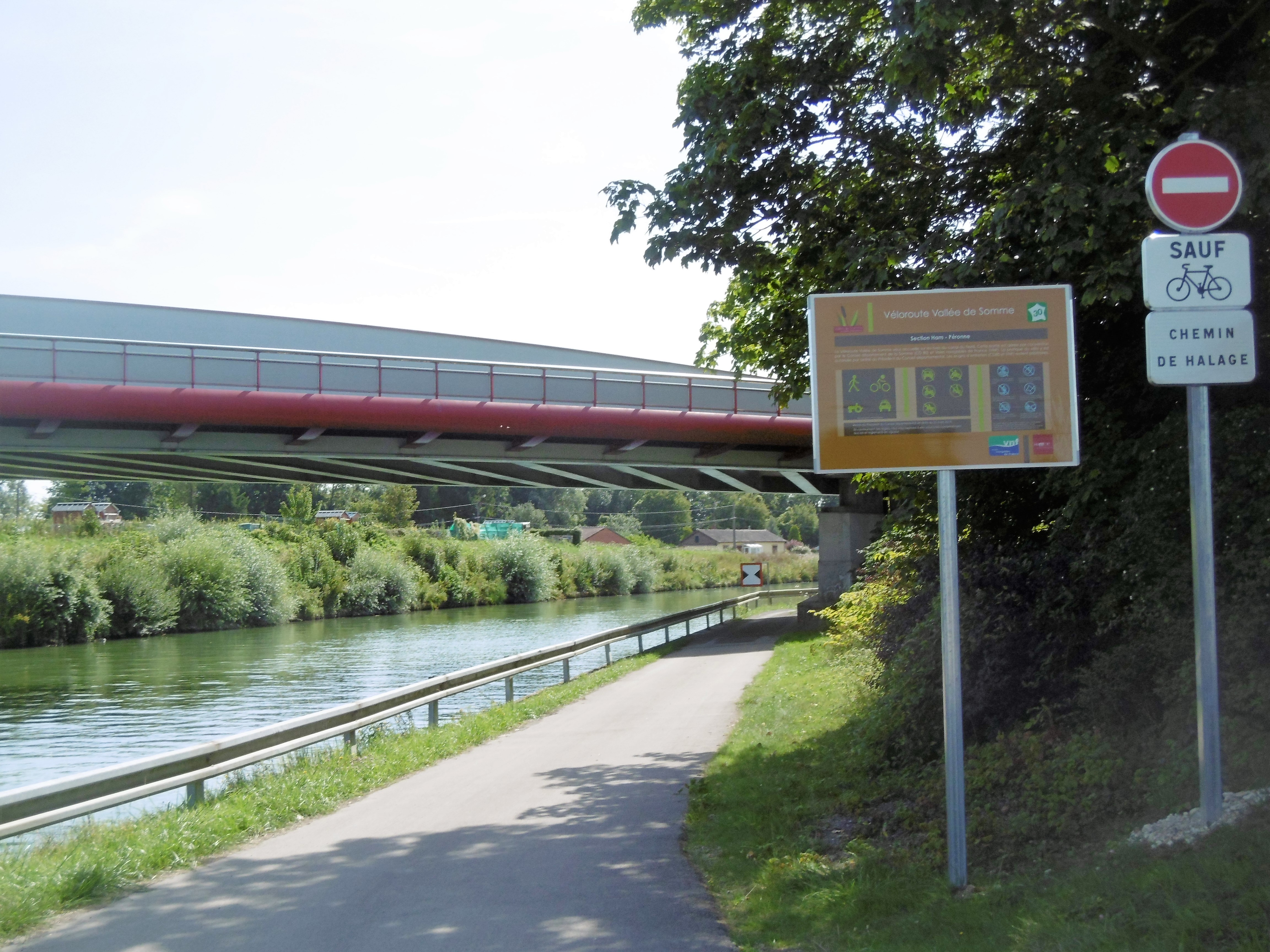
Véloroute de la Somme : accès du halage  à Péronne.
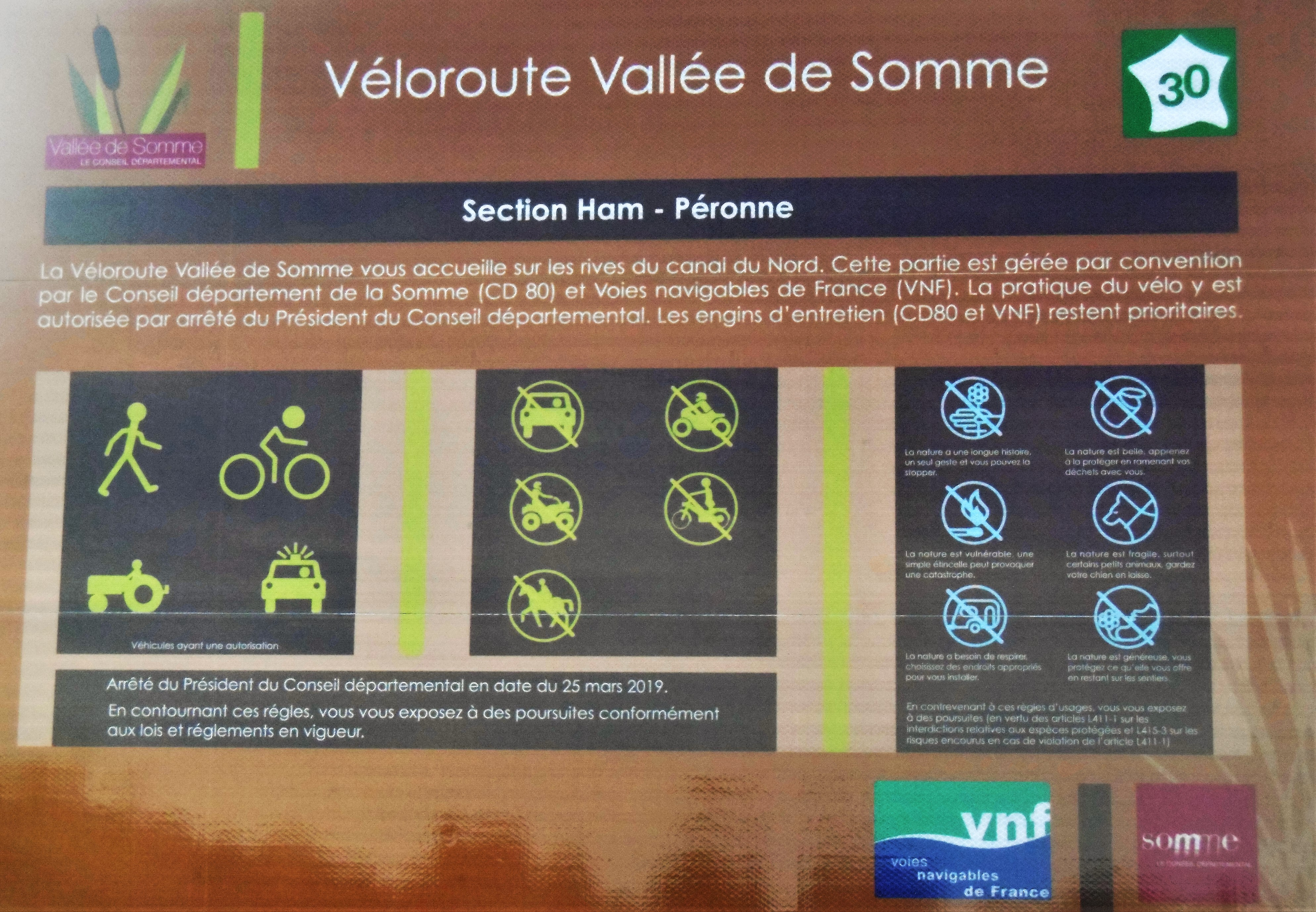
Convention VNF-CG de la Somme sur le canal du Nord.
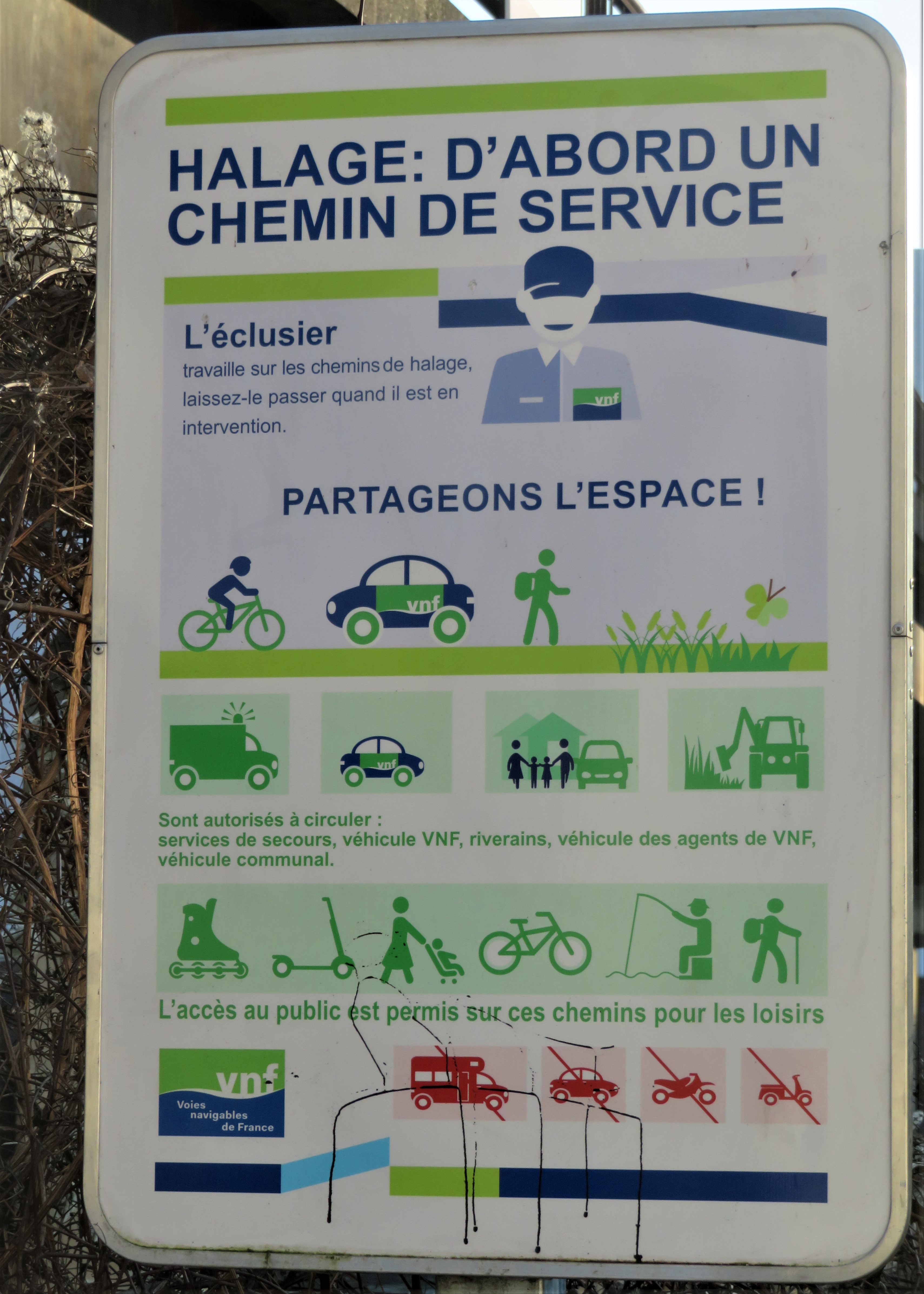
Panneau chemin de halage de la Marne à Charenton-le-Pont.

## Chemins de halage et environnement

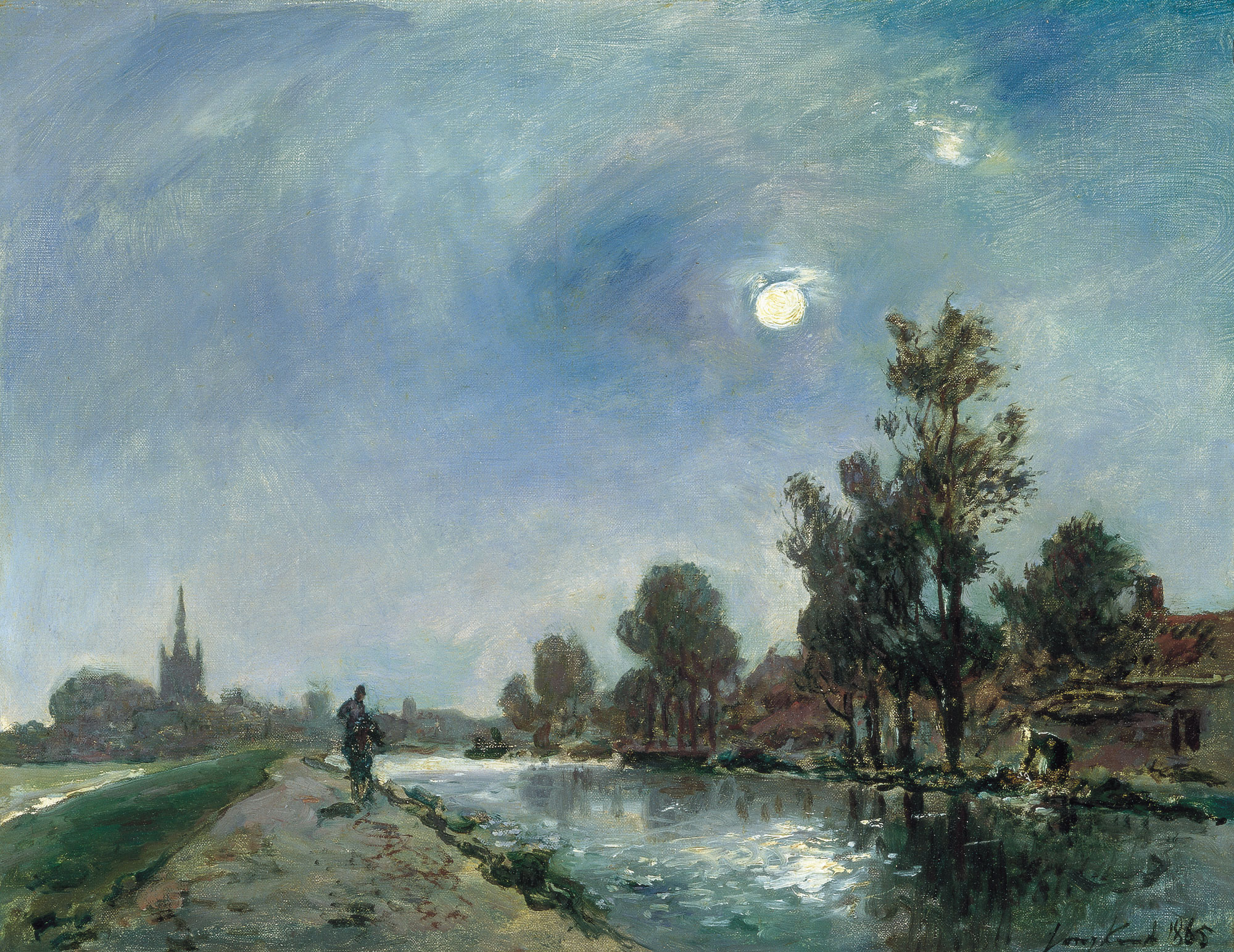
Chemin de halage à Overschie
Johan Barthold Jongkind, 1865
Musée Thyssen-Bornemisza, Madrid

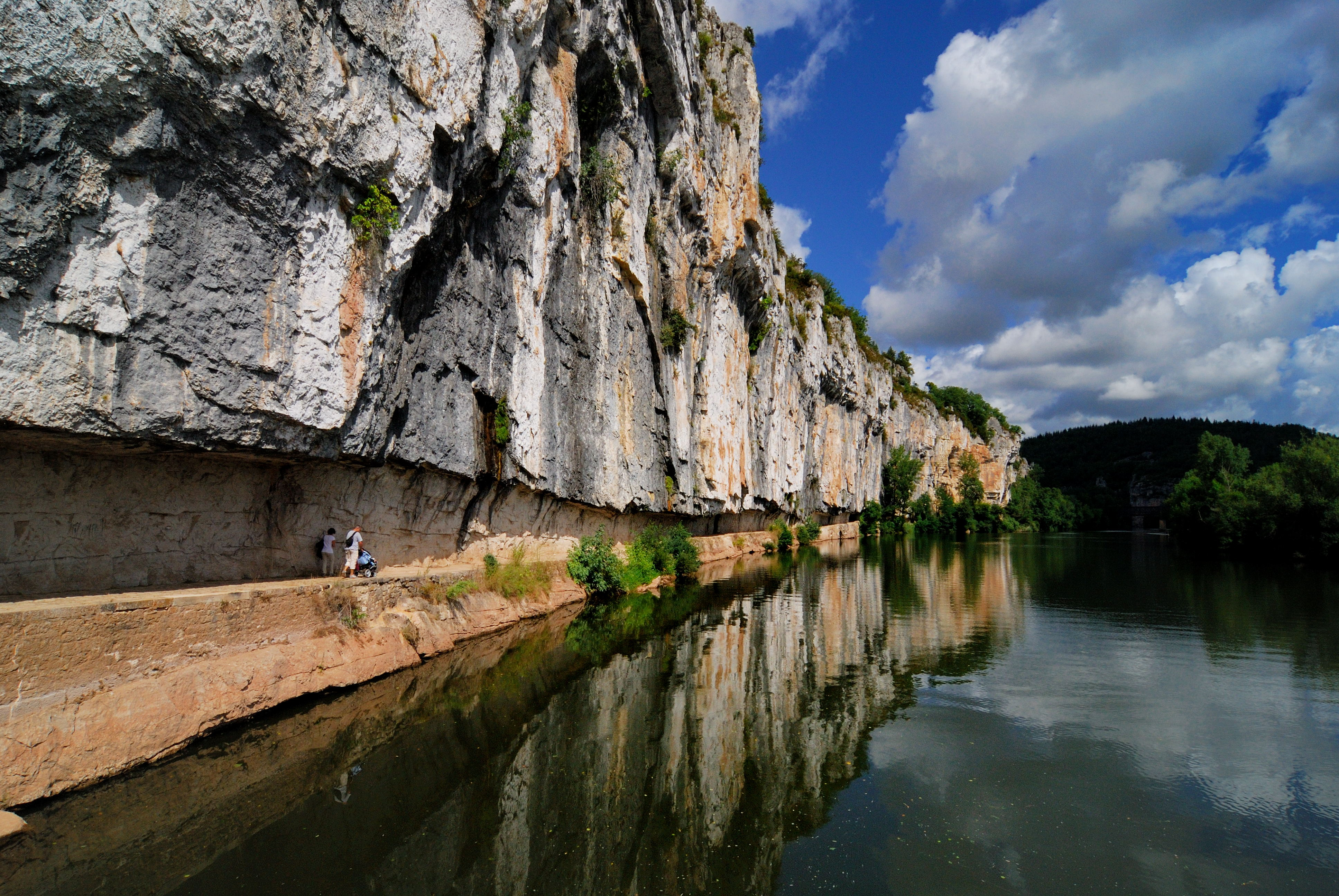
Chemin de halage taillé dans la roche (commune de Bouziès) sur le Lot.

Le transport par voie d'eau comporte de nombreux atouts, environnementaux notamment, mais la création des chemins de halage qui a accompagné la rectification et l'aménagement des cours d'eau, ainsi localement que leur canalisation, a été cause d'un recul important de la naturalité des berges avec, en particulier en Europe, la destruction des ripisylves et de l'habitat du castor européen.
Néanmoins, tant que ces chemins, souvent accompagnés d'un fossé et d'un talus, sont peu artificialisés et écologiquement bien gérés (sans pesticides ni entretien intensif), ils peuvent jouer un rôle secondaire et non négligeable de corridor biologique.
Ils sont aussi parfois utilisés dans les programmes de véloroutes et voies vertes.
En France, via des conventions de superposition de gestion, Voies navigables de France (VNF) peut permettre à des collectivités d'y faire une gestion écologique et donc différenciée. Depuis 2010, une gestion restauratoire intégrant l'abandon total des pesticides et l'utilisation de moutons, est conduite par VNF, sur le modèle de ce qui se fait couramment sur les digues de polders ou les berges de certains canaux aux Pays-Bas (les moutons présentant l'avantage d'être légers et de ne pas dégrader les berges ou talus fragiles, sableux notamment).
La création de lagunages naturels linéaires ou structures assimilées, ou d'aménagements permettent aux animaux tombés à l'eau de remonter sur les berges.

### Techniques proches
- Touage : halage mécanique
- Remorquage : halage par un autre bateau
- Portage : transport au sec
- Poussage